# Cyclophiops multicinctus
Espèce
Synonymes
- Ablabes multicinctus Roux, 1907
- Ablabes retrofasciatus Angel, 1920
- Zamenis moi Smith, 1921
- Liopeltis sinii Fan, 1931

Statut de conservation UICN

 LC  : Préoccupation mineure
Cyclophiops multicinctus est une espèce de serpents de la famille des Colubridae.

## Répartition
Cette espèce se rencontre :
- au Laos ;
- en République populaire de Chine, dans les provinces de Guangdong, Guangxi, Hainan et le Sud du Yunnan ;
- au Viêt Nam.

## Description
L'holotype de Cyclophiops multicinctus mesure 1 060 mm dont 250 mm pour la queue. C'est un serpent diurne.

## Publication originale
- Roux, 1907 : Diagnosen neuer Reptilien aus Asien und Amerika. Zoologischer Anzeiger, vol. 31, n. 24, p. 762-765 (texte intégral).